# Aeroport d'Ordu-Giresun
Aeroport d'Ordu-Giresun —Ordu-Giresun Havalimanı (turc), codi IATA: OGU, codi ICAO: LTCB— és un aeroport civil a Turquia, sobre una illa artificial en la mar Negra que serveix principalment a les províncies d'Ordu i Giresun. L'aeroport va entrar en servei el 22 maig 2015.